# Tsamakahogh
Tsamakahogh (in armeno Ծմակահող?, in azero Bazarkənd) è una comunità rurale del distretto di Kəlbəcər, in Azerbaigian, fino al 2024 appartenente alla regione di Martakert nella repubblica dell'Artsakh (già repubblica del Nagorno Karabakh).
Il paese, che nel 2005 contava poco più di duecento abitanti, si trova in una vallata sulla sponda sinistra del fiume Khachenaget non lontano dal monastero di Gandzasar, ai piedi del versante meridionale della catena montuosa di Okhtnaghbyur.